# Sanja Malagurski
Sanja Malagurski est une joueuse de volley-ball serbe née le 8 juin 1990 à Subotica. Elle mesure 1,93 m et joue au poste d'attaquante. Elle totalise 86 sélections en équipe de Serbie.

## Clubs
| Club                   | De        | À         |
| ---------------------- | --------- | --------- |
| OK Subotica            | 2005-2006 | 2005-2006 |
| OK Hit Nova Gorica     | 2006-2007 | 2007-2008 |
| CSU Metal Galaţi       | 2008-2009 | 2008-2009 |
| Étoile Rouge           | 2009-2010 | 2010-2011 |
| Asystel Volley         | 2011-2012 | 2011-2012 |
| Asystel MC Carnaghi    | 2012-2013 | 2012-2013 |
| Grêmio de Vôlei Osasco | 2013-2014 | 2013-2014 |
| KPS Chemik Police      | 2014-2015 | 2014-2015 |
| İdmanocağı Spor Kulübü | 2015-2016 | 2015-2016 |
| Promoball Flero        | 2016-2017 | 2016-2017 |
| Volley Bergamo         | 2017-2018 | …         |

## Palmarès

### Équipe nationale
- Championnat d'Europe
  - Vainqueur : 2011.
- Ligue européenne
  - Vainqueur : 2009, 2011.
- Championnat d'Europe des moins de 18 ans
  - Finaliste : 2007.

### Clubs
- Championnat du monde des clubs
  - Finaliste : 2014.
- Championnat sud-américain des clubs
  - Finaliste : 2014.
- Challenge Cup
  - Finaliste : 2016.
- Championnat de Serbie
  - Vainqueur : 2010, 2011.
- Coupe de Serbie
  - Vainqueur : 2010.
- Championnat de Roumanie
  - Vainqueur : 2009.
- Coupe de Roumanie
  - Vainqueur : 2009.
- Championnat de Slovénie
  - Vainqueur : 2007, 2008.
- Coupe de Slovénie
  - Vainqueur : 2007, 2008.
- Coupe d'Italie
  - Finaliste : 2013.
- Supercoupe d'Italie
  - Finaliste : 2012.
- Coupe du Brésil
  - Vainqueur : 2014.
- Championnat de Pologne
  - Vainqueur : 2015.
- Coupe de Pologne
  - Finaliste : 2015.
- Supercoupe de Pologne
  - Vainqueur : 2014.